# 7. politbyro ústředního výboru Komunistické strany Číny

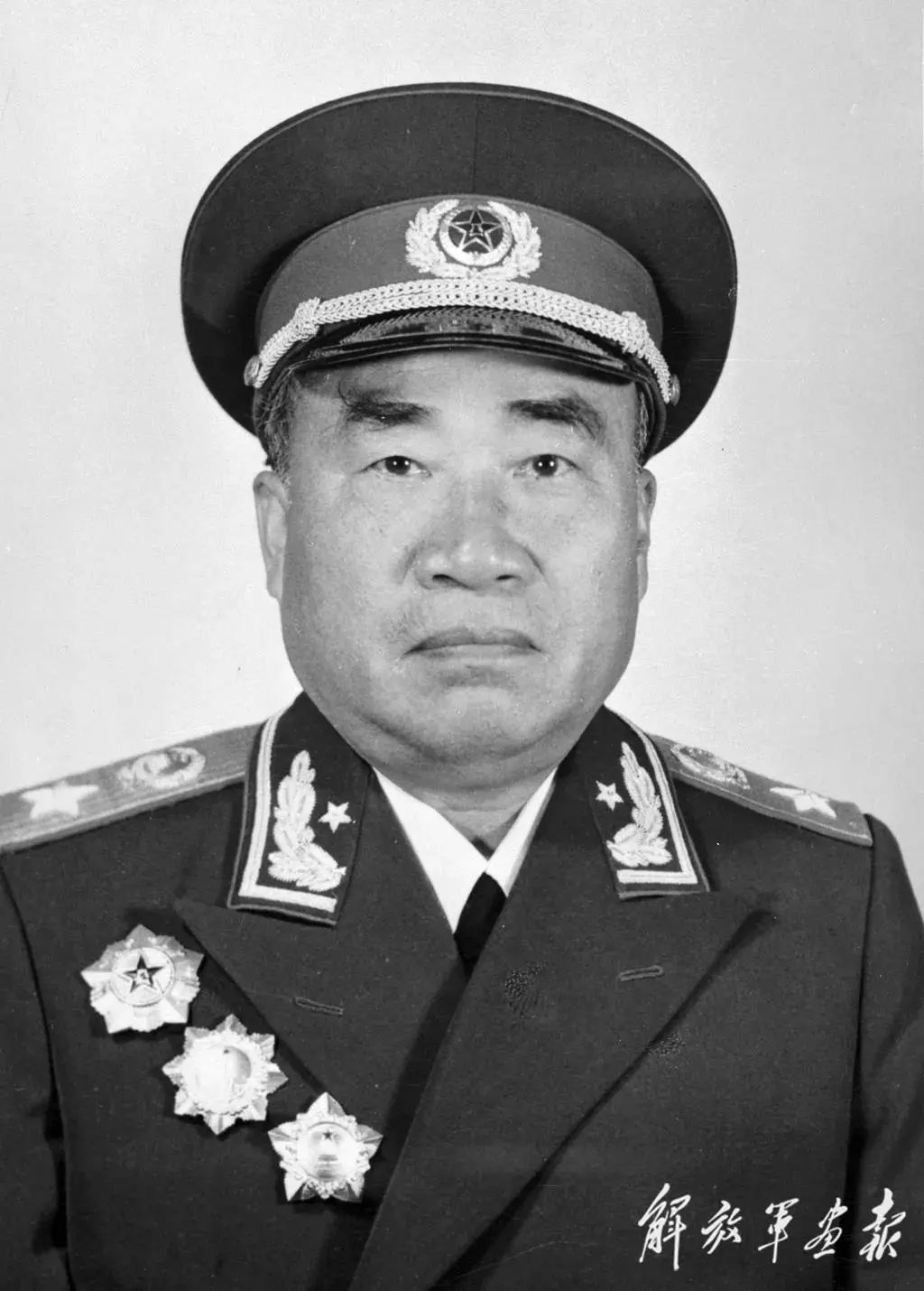
Zhū Dé

7. politbyro Ústředního výboru Komunistické strany Číny (čínsky v českém přepisu Čung-kuo Kung-čchan-tang ti-čchi-ťie Čung-jang Čeng-č’-ťü, pchin-jinem Zhōngguó Gòngchǎndǎng dìqījiè Zhōngyāng Zhèngzhìjú, znaky 中国共产党第七届中央政治局) bylo v letech 1945–1956 skupinou 13 členů ústředního výboru Komunistické strany Číny, která tvořila užší vedení Komunistické strany Číny. Pět nejvýznamnějších členů politbyra tvořilo nejužší vedení, takzvaný ústřední sekretariát.
Sedmé politbyro bylo zvoleno 19. června 1945 v Jen-anu na prvním zasedání 7. ústředního výboru zvoleného na závěr VII. sjezdu KS Číny. Mělo 13 členů: pět členů sekretariátu (nejužšího vedení) – Mao Ce-tung (předseda ÚV), Ču Te, Liou Šao-čchi, Čou En-laj a Žen Pi-š’, dva kandidáty sekretariátu – Čchen Jün a Pcheng Čen, a šest dalších členů – Kchang Šeng, Kao Kang, Tung Pi-wu, Lin Po-čchü, Čang Wen-tchien a Pcheng Te-chuaj. 
Do konce funkčního období politbyra v září 1956 proběhlo pouze několik málo změn v jeho složení. A sice v říjnu 1950 po delší nemoci zemřel Žen Pi-š’, kterého v sekretariátu nahradil Čchen Jün. Začátkem roku 1954 vypukla takzvaná „Kao Kangova aféra“ (na pokus Kao Kanga o získání podpory v politbyru a ÚV k odstranění Liou Šao-čchiho od moci a zaujetí jeho místa reagoval Mao Ce-tung ostrým nesouhlasem a kritikou), pod jejíž tíhou Kao Kang v srpnu 1954 spáchal sebevraždu. V dubnu 1955 pak ústřední výbor do politbyra zvolil Lin Piaoa a Teng Siao-pchinga.

## Složení politbyra
Jako úřad je uvedeno zaměstnání a funkce vykonávané v době členství v politbyru.
VSLZ a ČLPPS jsou Všečínské shromáždění lidových zástupců a Čínské lidové politické poradní shromáždění. 
| Minulé období                                                                                      | Jméno (český přepis znaky)                     | Narození                                       | Úřady a funkce | Úřady a funkce | Úřady a funkce | Další období                                   |
| Minulé období                                                                                      | Jméno (český přepis znaky)                     | Narození                                       | civilní stranické | civilní státní a jiné | vojenské | Další období                                   |
| Členové ústředního sekretariátu od června 1945                                                     | Členové ústředního sekretariátu od června 1945 | Členové ústředního sekretariátu od června 1945 | Členové ústředního sekretariátu od června 1945 | Členové ústředního sekretariátu od června 1945 | Členové ústředního sekretariátu od června 1945 | Členové ústředního sekretariátu od června 1945 |
| -------------------------------------------------------------------------------------------------- | ---------------------------------------------- | ---------------------------------------------- | --- | --- | --- | ---------------------------------------------- |
| 3., 5., 6.                                                                                         | Mao Ce-tung 毛泽东                             | 1893                                           | předseda ÚV | předseda Ústřední lidové vlády (říjen 1949 – září 1954), předseda celostátního výboru ČLPPS (říjen 1949 – prosinec 1954), předseda ČLR (od září 1954) | předseda Ústřední vojenské komise KS Číny (do září 1949 a od září 1954), předseda Lidové revoluční vojenské rady (říjen 1949 – září 1954), předseda Státního výboru obrany ČLR (od září 1954) | 8., 9., 10.                                    |
| 6.                                                                                                 | Ču Te 朱德                                     | 1886                                           | tajemník Ústřední komise pro kontrolu disciplíny (listopad 1949 – březen 1955) | místopředseda Ústřední lidové vlády (říjen 1949 – září 1954), místopředseda ČLR (od září 1954) | maršál (1955), místopředseda Ústřední vojenské komise KS Číny (do září 1949), vrchní velitel Čínské lidové osvobozenecké armády (listopad 1946 – září 1954), člen Ústřední vojenské komise KS Číny (od září 1954), místopředseda Státního výboru obrany ČLR (od září 1954) | 8., 9., 10.                                    |
| 6.                                                                                                 | Liou Šao-čchi 刘少奇                           | 1898                                           | vedoucí sekretariátu (kanceláře) ÚV (říjen 1950 – duben 1954) | místopředseda Ústřední lidové vlády (říjen 1949 – září 1954), předseda stálého výboru VSLZ (od září 1954) | místopředseda Ústřední vojenské komise KS Číny (do září 1949) | 8.                                             |
| 5., 6.                                                                                             | Čou En-laj 周恩来                              | 1898                                           | vedoucí oddělení jednotné fronty ÚV (1947–1948) | Předseda Státní administrativní rady Ústřední lidové vlády (od října 1949 do září 1954), ministr zahraničních věcí (od října 1949), místopředseda celostátního výboru ČLPPS (říjen 1949 – prosinec 1954), předseda Státní rady (od září 1954), předseda celostátního výboru ČLPPS (od prosince 1954) | místopředseda Ústřední vojenské komise KS Číny (do září 1949) | 8., 9., 10.                                    |
| 5., 6.                                                                                             | Žen Pi-š’ 任弼时 (zemřel v říjnu 1950)         | 1904                                           | vedoucí sekretariátu (kanceláře) ÚV | | | –                                              |
| Od června 1945 člen politbyra, od srpna 1945 kandidát a od října 1950 člen ústředního sekretariátu |                                                |                                                | | | |                                                |
| 6.                                                                                                 | Čchen Jün 陈云                                 | 1905                                           | | předseda Všečínské federace odborů (1948–1953), místopředseda Státní administrativní rady Ústřední lidové vlády (od října 1949 do září 1954), (první) místopředseda Státní rady (od září 1954) | | 8., 11., 12.                                   |
| Od června 1945 člen politbyra, od srpna 1945 kandidát ústředního sekretariátu                      |                                                |                                                | | | |                                                |
| –                                                                                                  | Pcheng Čen 彭真                                | 1902                                           | vedoucí organizačního oddělení ÚV (do dubna 1953), tajemník pekingského městského výboru (od prosince 1948)                                                                       | starosta Pekingu (od 1951), místopředseda stálého výboru VSLZ (od září 1954), místopředseda celostátního výboru ČLPPS (od prosince 1954) | | 8., 11., 12.                                   |
| Ostatní členové politbyra od června 1945                                                           |                                                |                                                | | | |                                                |
| 6.                                                                                                 | Kchang Šeng 康生                               | 1898                                           | zástupce tajemníka východního byra ÚV (1948–), první tajemník šantungského provinčního výboru (1949)                                                                              | guvernér Šan-tungu (1949–1955) | | 8., 9., 10.                                    |
| –                                                                                                  | Kao Kang 高岗 (zemřel v srpnu 1954)            | 1905                                           | tajemník severovýchodního byra ÚV (1945–1952) | předseda lidové vlády severovýchodní Číny (1945–1952), místopředseda Ústřední lidové vlády (od října 1949), předseda Státní plánovací komise (od listopadu 1952) | | –                                              |
| –                                                                                                  | Tung Pi-wu 董必武                              | 1886                                           | tajemník Ústřední kontrolní komise (od března 1955) | místopředseda Státní administrativní rady Ústřední lidové vlády (od října 1949 do září 1954), předseda Nejvyššího lidového soudu (od 1954), místopředseda celostátního výboru ČLPPS (od prosince 1954)                                                                                               | | 8., 9., 10.                                    |
| –                                                                                                  | Lin Po-čchü 林伯渠                             | 1886                                           | | místopředseda stálého výboru VSLZ (od září 1954) | | 8.                                             |
| 6.                                                                                                 | Čang Wen-tchien 张闻天                         | 1900                                           | tajemník cheťiangského provinčního výboru (1945–1948), vedoucí organizačního oddělení Severovýchodního byra ÚV (1948–1949), tajemník liaotungského provinčního výboru (1949–1950) | místopředseda Severovýchodního finančního a ekonomického výboru (1948–1949), velvyslanec ČLR v Sovětském svazu (duben 1951 – leden 1955), první náměstek ministra zahraničních věcí (od ledna 1955)                                                                                                  | | 8.                                             |
| 6.                                                                                                 | Pcheng Te-chuaj 彭德怀                         | 1898                                           | | místopředseda Státní rady (od září 1954) | maršál (1955), místopředseda Ústřední vojenské komise KS Číny (srpen 1945 – září 1949), velitel Severozápadní polní armády (1946–1949), předseda Severozápadního vojenského a administrativního výboru (1949–1950), velitel čínských vojsk v Koreji (1950–1952), místopředseda Lidové revoluční vojenské rady (říjen 1949 – září 1954), člen Ústřední vojenské komise KS Číny (od září 1954), ministr obrany (od září 1954), místopředseda Státního výboru obrany ČLR (od září 1954) | 8.                                             |
| Členové politbyra od dubna 1955                                                                    |                                                |                                                | | | |                                                |
| –                                                                                                  | Lin Piao 林彪                                  | 1907                                           | | místopředseda Státní rady | maršál (1955), člen Ústřední vojenské komise KS Číny místopředseda Státního výboru obrany ČLR | 8., 9.                                         |
| –                                                                                                  | Teng Siao-pching 邓小平                        | 1904                                           | vedoucí sekretariátu (kanceláře) ÚV, vedoucí organizačního oddělení ÚV | místopředseda Státní rady | místopředseda Státního výboru obrany ČLR | 8., 10., 11., 12.                              |